# Exposition spécialisée de 2008
L'Exposition Spécialisée Zaragoza 2008 (ou Expo 2008) était une Exposition Spécialisée tenue à Saragosse, capitale de l'Aragon, en Espagne. L'exposition a duré 3 mois du 14 juin 2008 et le 14 septembre 2008. 106 pays y étaient représentés, et 3 400 spectacles étaient prévus. La mascotte de l'expo est une goutte d'eau du nom de « Fluvi ».

## Thèmes
L'Exposition avait pour thème « L'eau et le développement durable » et recensait de nombreuses places thématiques incluant l'eau (partages, ressource unique, énergie, innovation, paysages et extrême). Une tribune de l'eau, où des experts du monde entier aideront à comprendre les problèmes de l'eau à tous points de vue (sécheresse, accès à l'eau) a également été organisée. Des pavillons (nationaux et des communautés autonomes d'Espagne) ont même été construits.

## Site et édifices

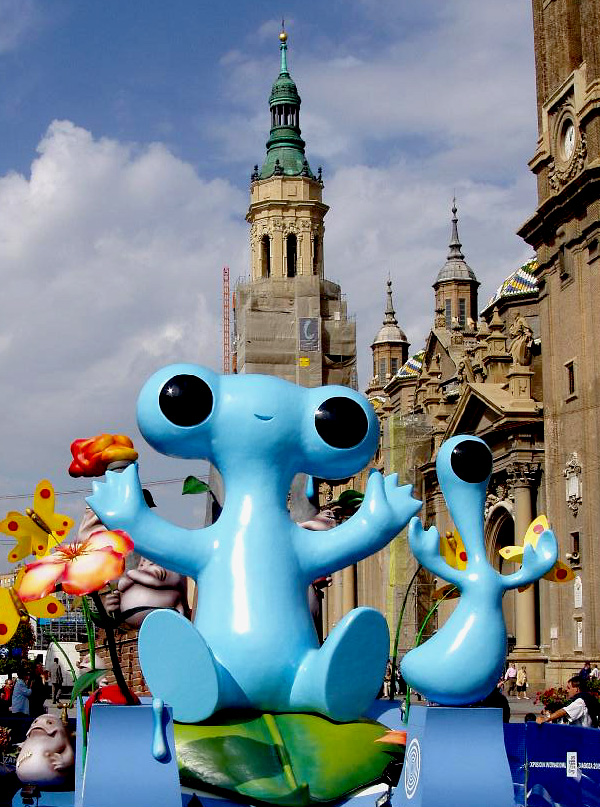
Fluvi, mascotte de l'Expo.

Le site de l'expo se situe le long de l'Èbre. De nombreux pavillons et édifices ont été construits pour l'occasion.
- Tour de l'Eau. Tour de 76 mètres imaginée par Enrique de Teresa, utilisant en circuit fermé l'eau de l'Expo[4]. Il s'y tient l'exposition Eau pour la vie.
- Pavillon de l'Espagne, de l'architecte de Navarre Patxi Mangado, un édifice écologique, dont la climatisation est assurée naturellement par l'eau du fleuve[5]. Lieu de l'exposition Enfants de l'eau.
- Palais des congrès, dessiné par Nieto & Sobejano[6].
- Pavillon-Pont. Il relie le site de l'Expo au quartier de la Almozara. Il a été imaginé par l'architecte iraquienne Zaha Hadid[7]. Il s'y tient l'exposition L'eau, ressource unique.
- Pavillon de l'Aragón, dessiné par les architectes Olano et Mendo[8]. Lieu de l'exposition Aragón, diversité de paysages.
- Aquarium fluvial. Le plus grand aquarium fluvial d'Europe[9]. Lieu de l'exposition Paysages de l'eau.
- La Passerelle du Voluntariado, dessinée par Manterola, d'une longueur de 277 mètres. Il s'agit d'un pont à haubans qui, à l'aide d'un mât de 75 mètres de haut, relie les deux berges du fleuve sans aucun appui sur le fleuve lui-même[10].
- Le Pont du Troisième Millénaire, de type bowstring, qui relie la droite de l'Èbre au site de l'Expo.
- Le pavillon d'Amérique latine, dessiné par l'architecte mexicain Fernando López Guerra, dont le thème « Sous la pluie, les forêts d'Amérique latine », montre l'importance de l'eau pour la forêt tropicale.
- Six places thématiques, où se déroulent des expositions et des spectacles, toujours sur le thème de l'eau.
- Un télécabine relie la gare de Saragosse-Delicias au parc de l'Expo[11].

## Liste des pays représentés
| Pays participants          | Pays participants               | Pays participants   | Pays participants  |
| -------------------------- | ------------------------------- | ------------------- | ------------------ |
| Allemagne                  | Andorre                         | Angola              | Antigua-et-Barbuda |
| Arabie saoudite            | Algérie                         | Argentine           | Autriche           |
| Bahamas                    | Barbade                         | Belgique            | Belize             |
| Bolivie                    | Brésil                          | Bulgarie            | Cap-Vert           |
| Cameroun                   | Chili                           | Chine               | Chypre             |
| Colombie                   | Corée du Sud                    | Costa Rica          | Croatie            |
| Cuba                       | Danemark                        | Dominique           | Équateur           |
| Égypte                     | Salvador                        | Émirats arabes unis | Slovaquie          |
| Espagne                    | Éthiopie                        | Philippines         | France             |
| Grenade                    | Grèce                           | Guatemala           | Guyana             |
| Guinée équatoriale         | Haïti                           | Honduras            | Hongrie            |
| Inde                       | Indonésie                       | Italie              | Jamaïque           |
| Japon                      | Jordanie                        | Kazakhstan          | Kenya              |
| Macédoine du Nord          | Koweït                          | Liban               | Lituanie           |
| Malaisie                   | Mali                            | Malte               | Maroc              |
| Mauritanie                 | Mexique                         | Monaco              | Mongolie           |
| Mozambique                 | Namibie                         | Népal               | Nicaragua          |
| Niger                      | Nigeria                         | Oman                | Pays-Bas           |
| Pakistan                   | Palaos                          | Palestine           | Panama             |
| Paraguay                   | Pérou                           | Pologne             | Portugal           |
| Qatar                      | République dominicaine          | Roumanie            | Russie             |
| Saint-Christophe-et-Niévès | Saint-Vincent-et-les-Grenadines | Sainte-Lucie        | Sénégal            |
| Syrie                      | Afrique du Sud                  | Soudan              | Suède              |
| Suisse                     | Suriname                        | Thaïlande           | Tanzanie           |
| Timor oriental             | Trinité-et-Tobago               | Tonga               | Tunisie            |
| Turquie                    | Ukraine                         | Ouganda             | Uruguay            |
| Vanuatu                    | Venezuela                       | Viêt Nam            | Yémen              |

Fin juin, les pavillons de Roumanie et du Nigeria n'ont pas encore ouvert leurs portes.
L'Espagne étant pays hôte, les communautés autonomes d'Espagne, ainsi que les cités autonomes de Ceuta et de Melilla, disposent chacune de leur propre pavillon au sein de l'Expo.

## Choix de la ville
La ville de Saragosse est choisie par le Bureau international des Expositions le 16 décembre 2004. Parmi les autres villes candidates, citons Thessalonique (Grèce) et Trieste (Italie).

## Galerie

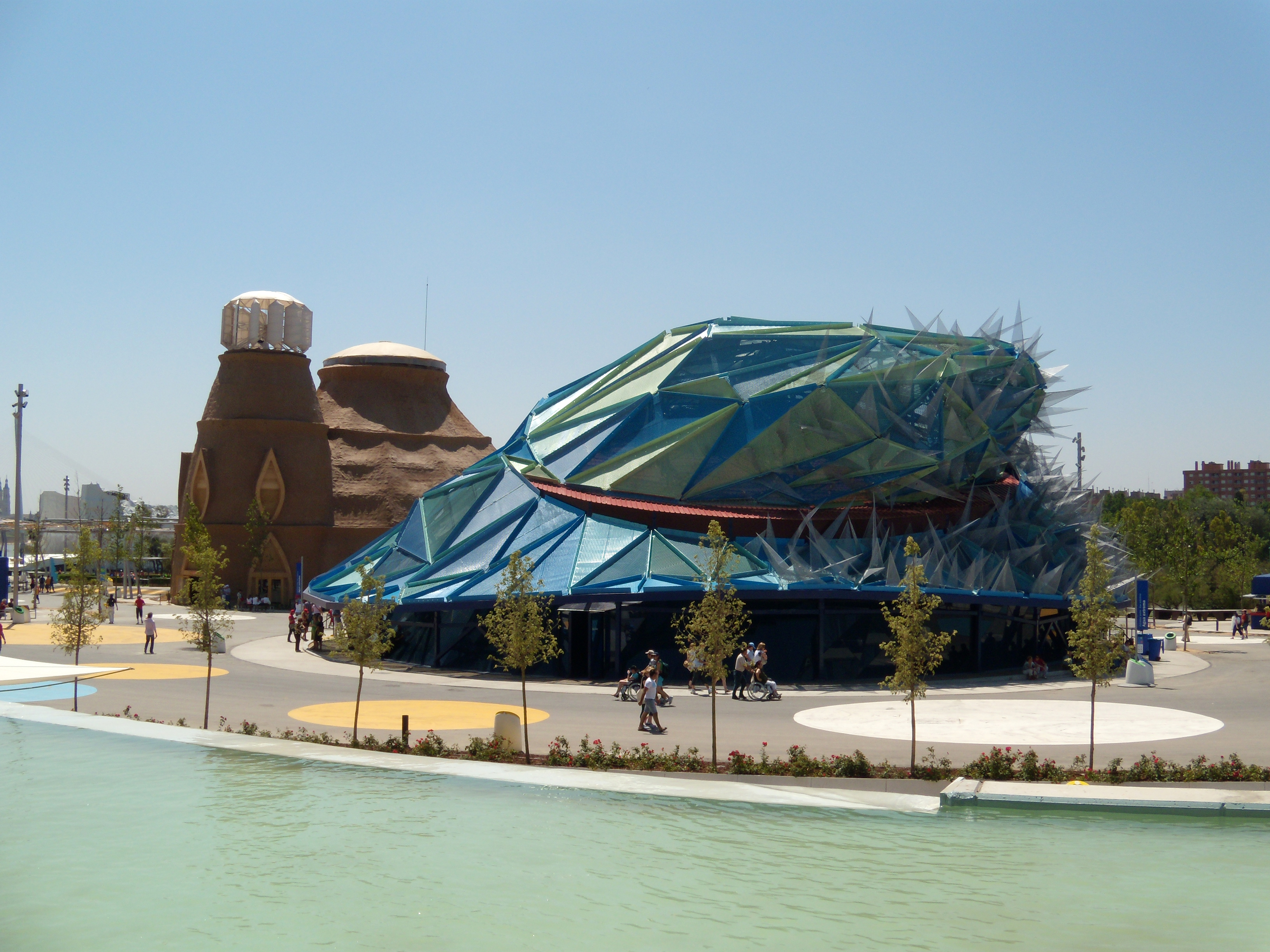
Pavillon Eau extrême avec le Phare au second plan.
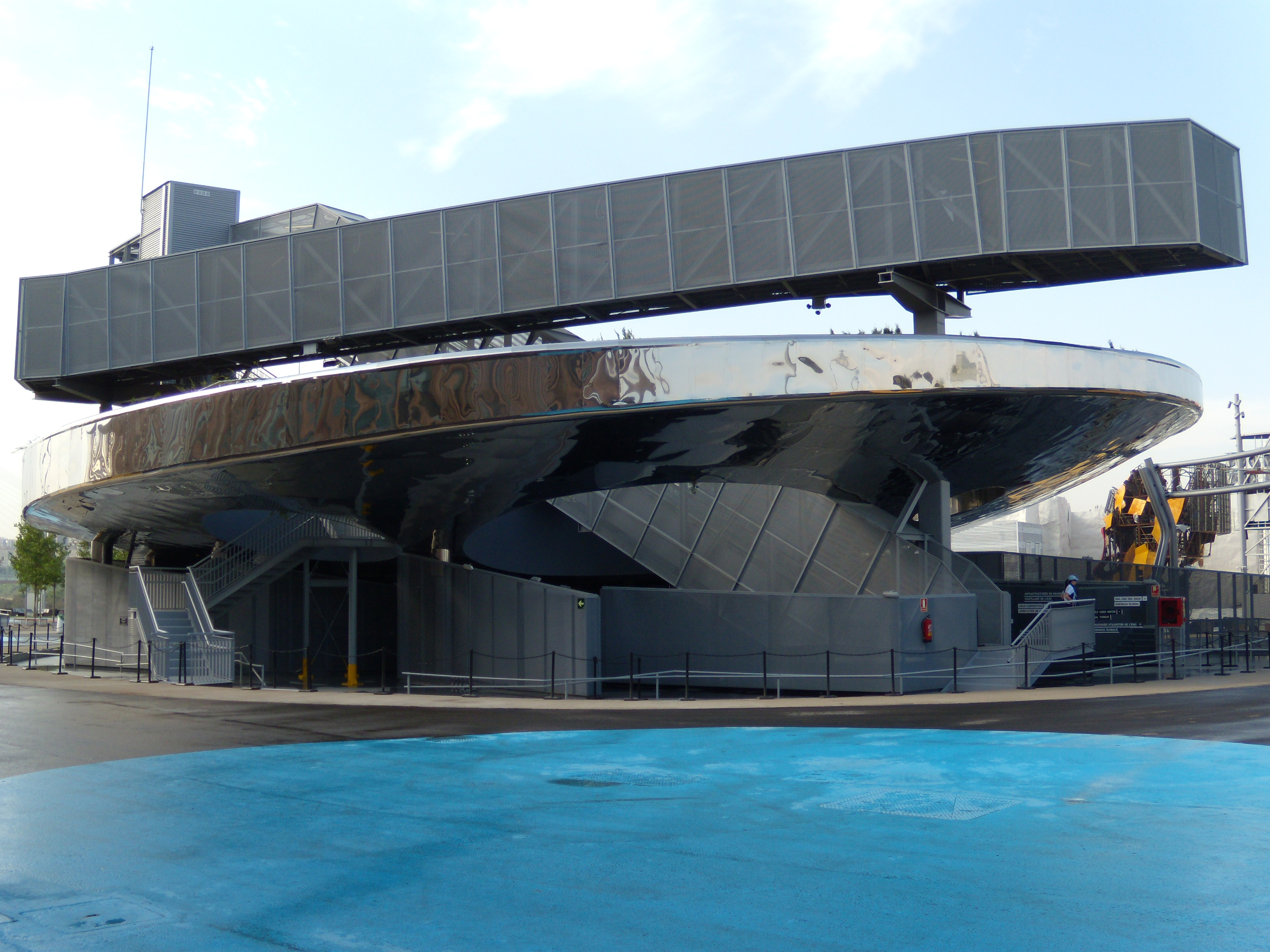
Pavillon Partage de l'Eau.
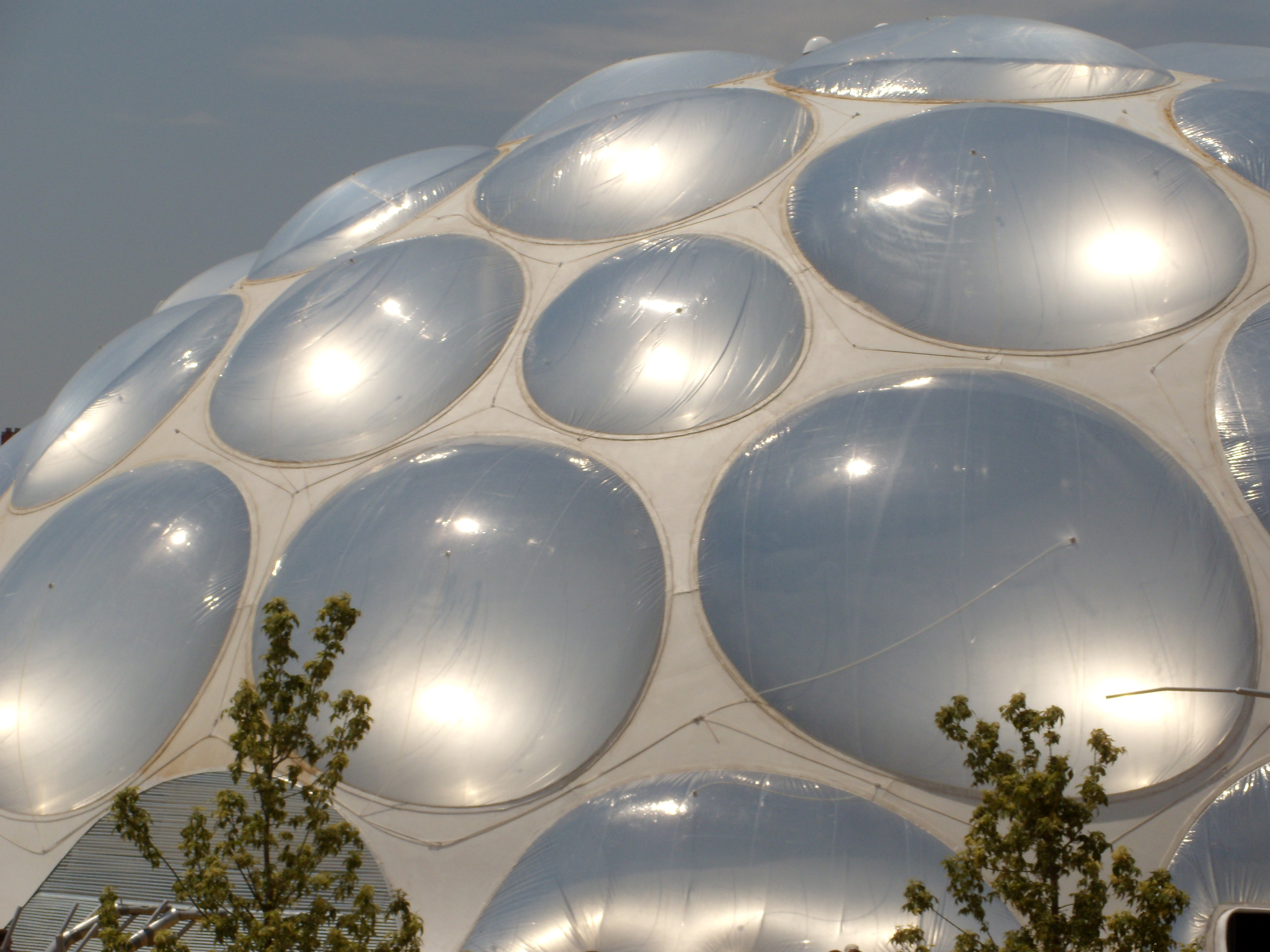
Pavillon de la Soif.
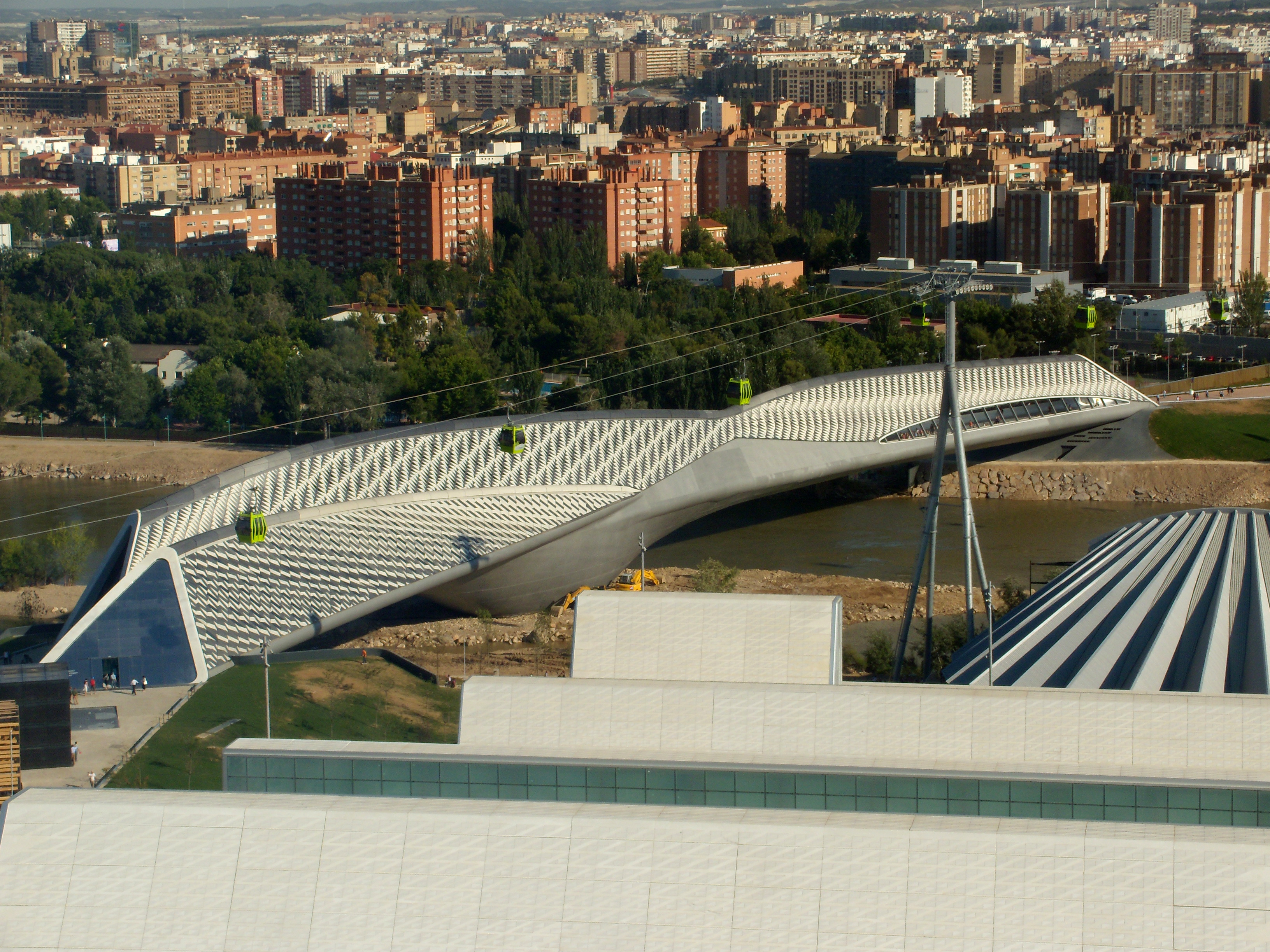
Pavillon-Pont vu du somment de la Tour de l'Eau.
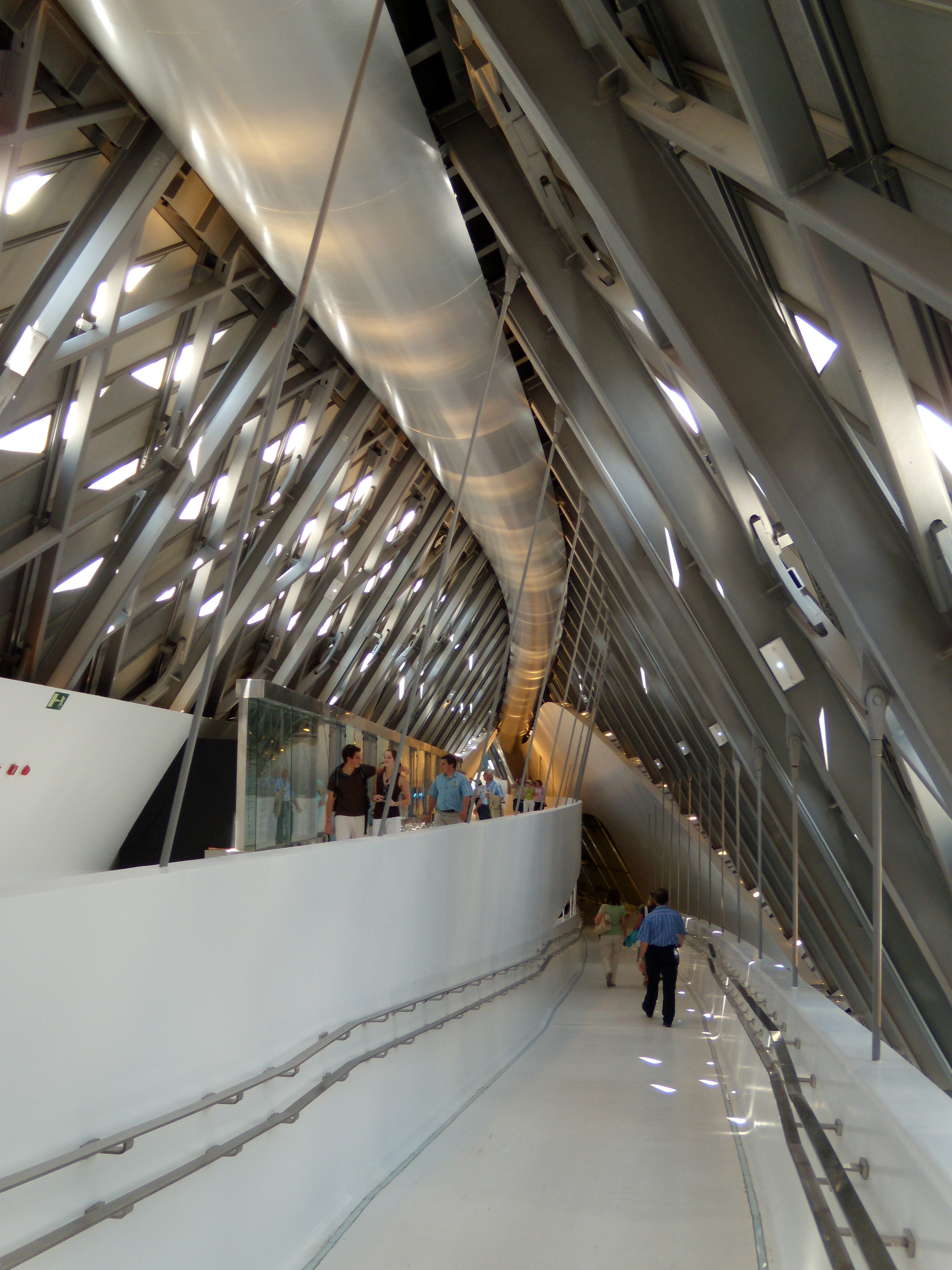
Intérieur du Pavillon-Pont.
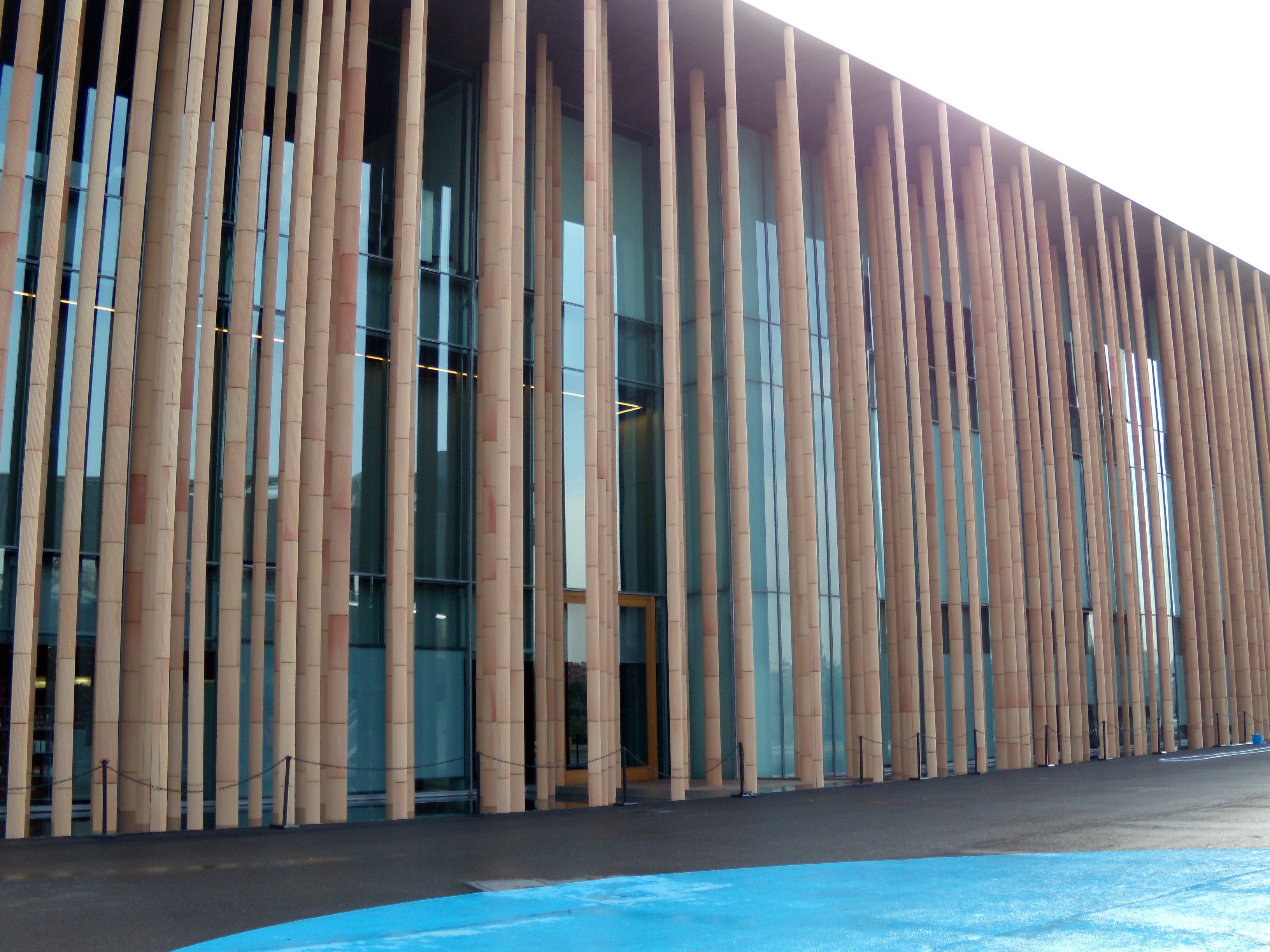
Pavillon de l'Espagne.
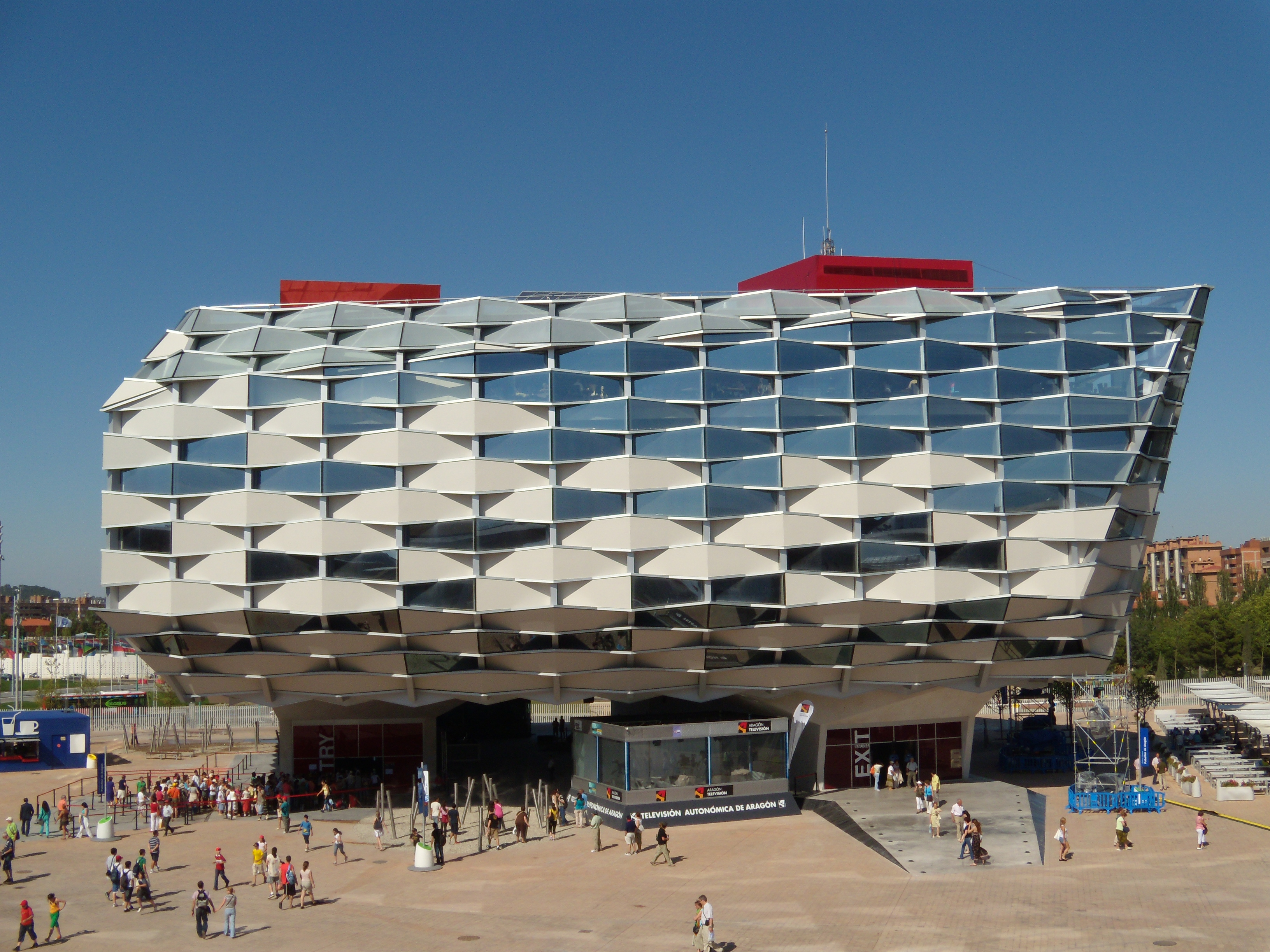
Pavillon de l'Aragon.
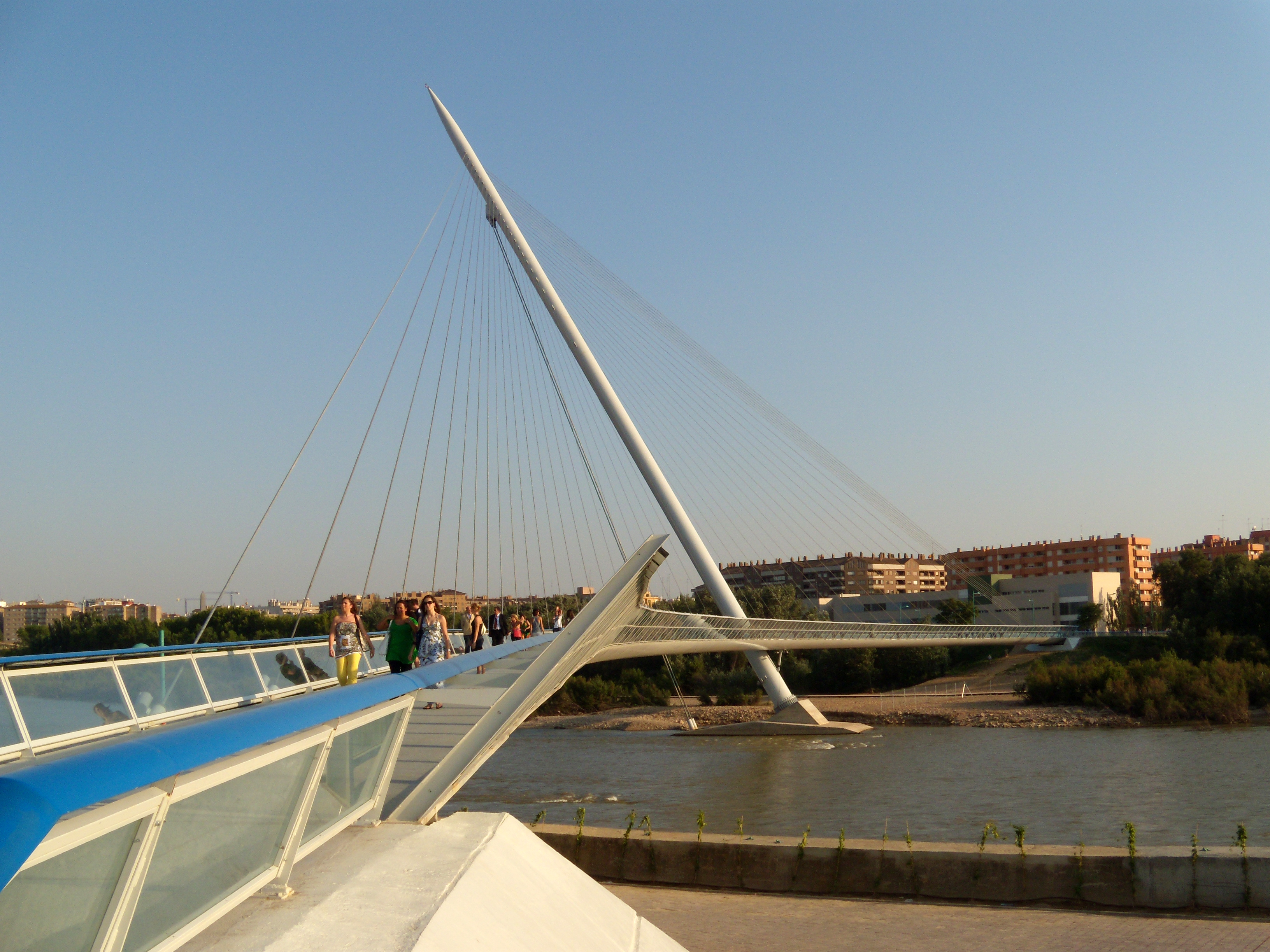
Passerelle du Voluntariado.
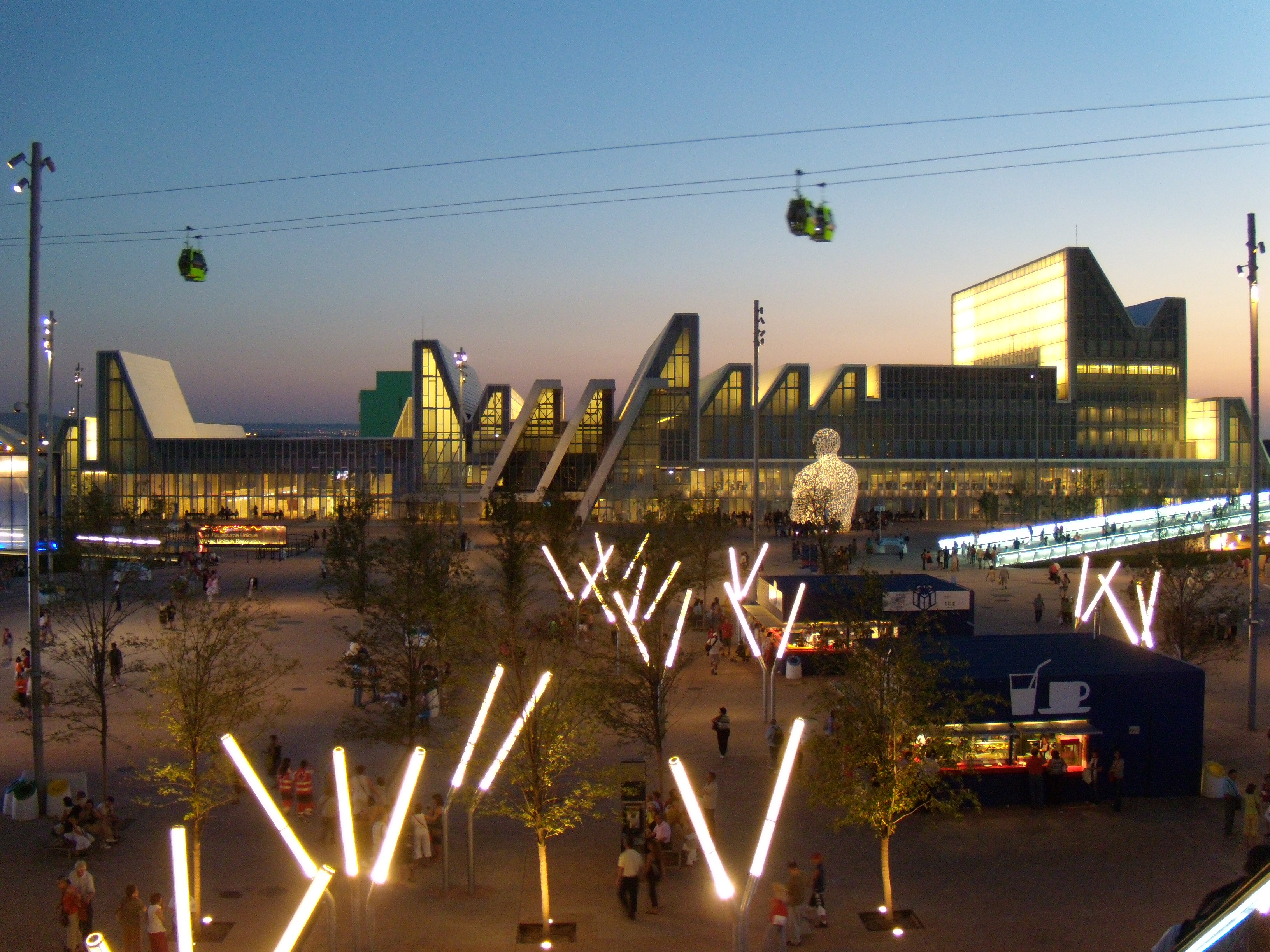
Palais des congrès.
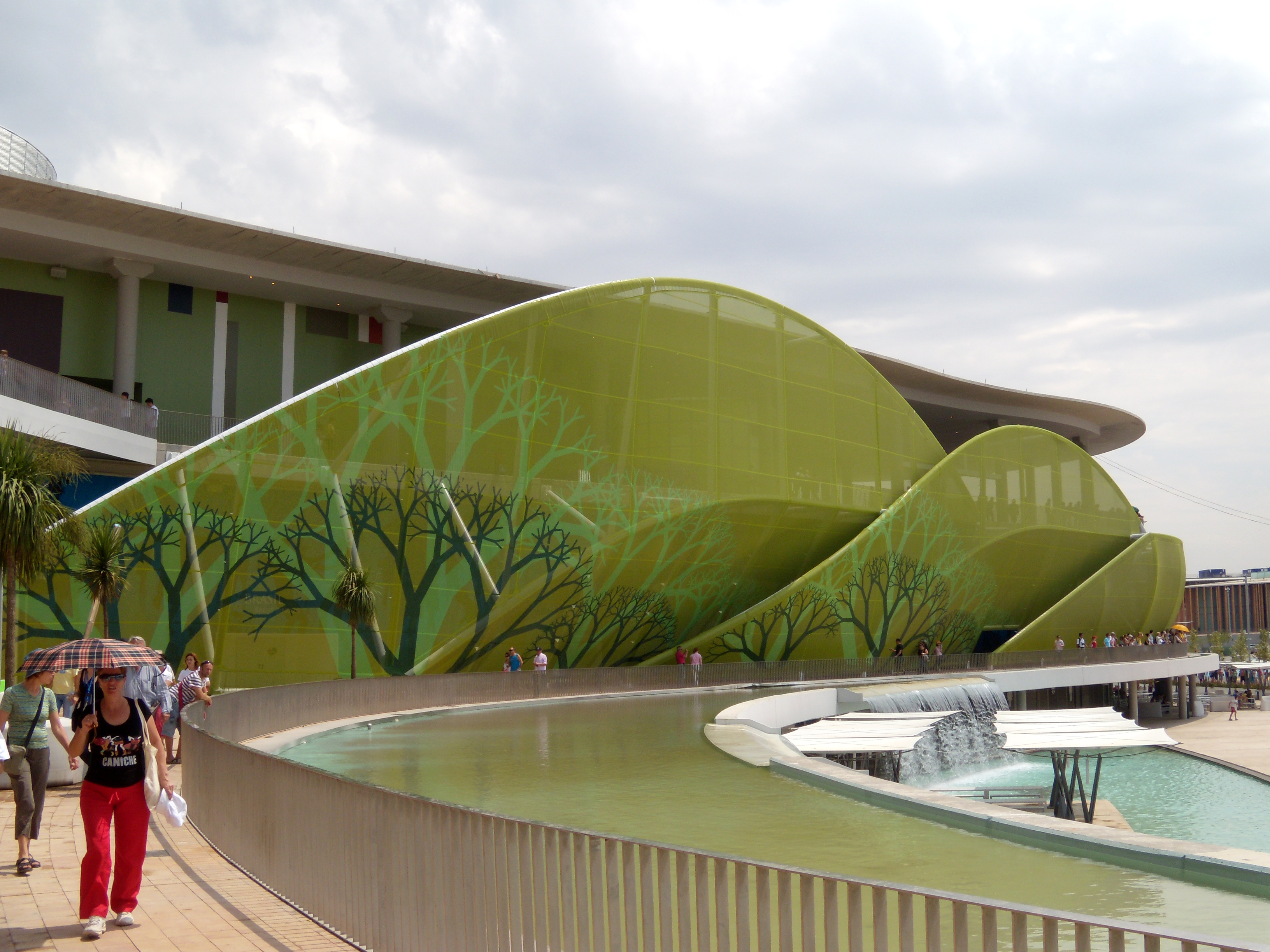
Pavillon de l'Amérique latine.
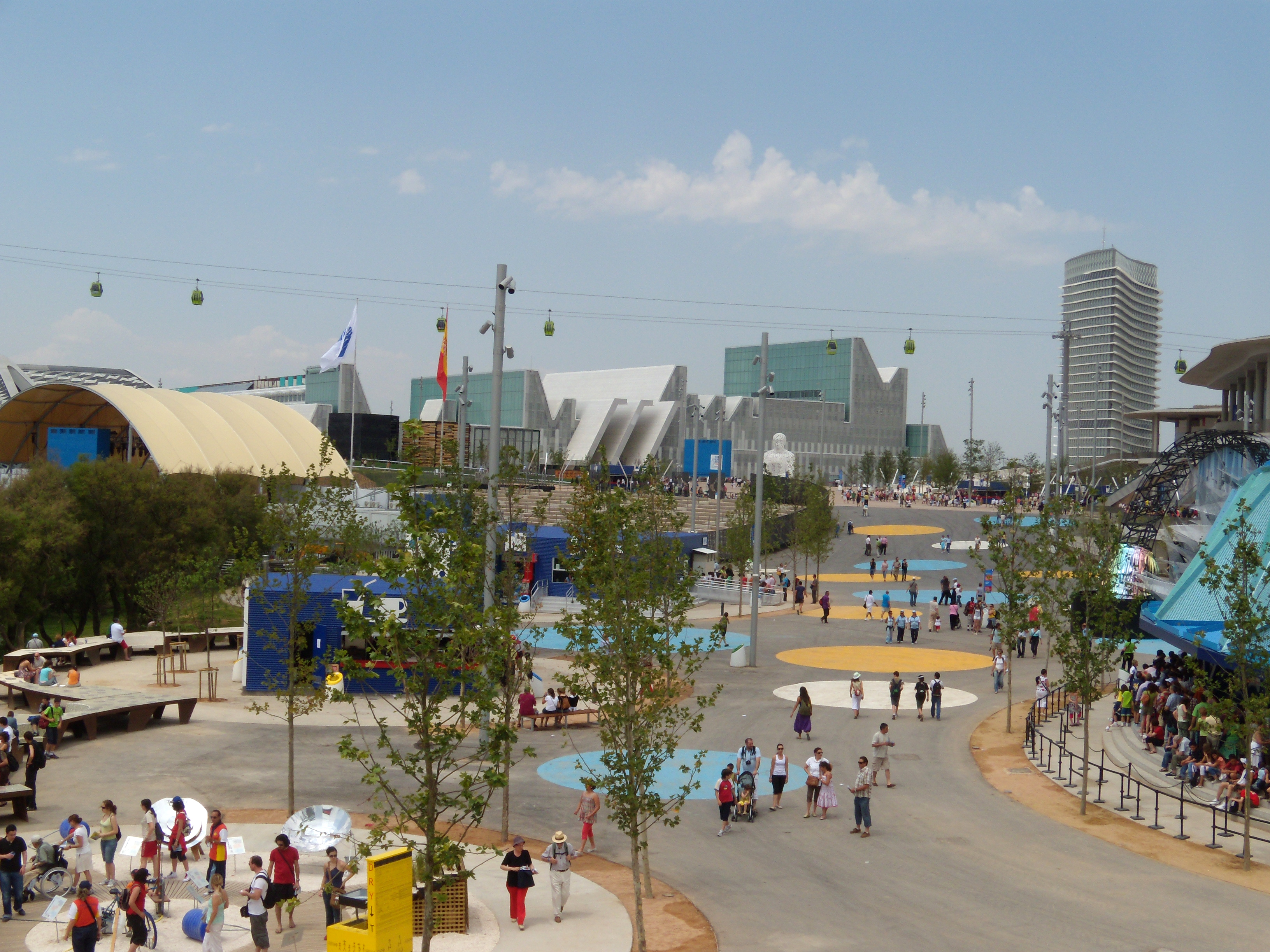
Expo 2008.